# Lista över albumettor på Gaon Chart 2014
Detta är en lista över albumettor på Gaon Chart under år 2014. Gaon Chart är sammanställningen av försäljningen av musik i Sydkorea och drivs av Korea Music Content Industry Association (KMCIA). Album Chart publiceras varje vecka och visar listan över de mest sålda albumen i landet genom fysisk försäljning. Album Chart, som inkluderar studioalbum, EP-skivor och singelalbum, är en sammanställning av data försedd av landets största musikförsäljare och distributörer.

## Vecka

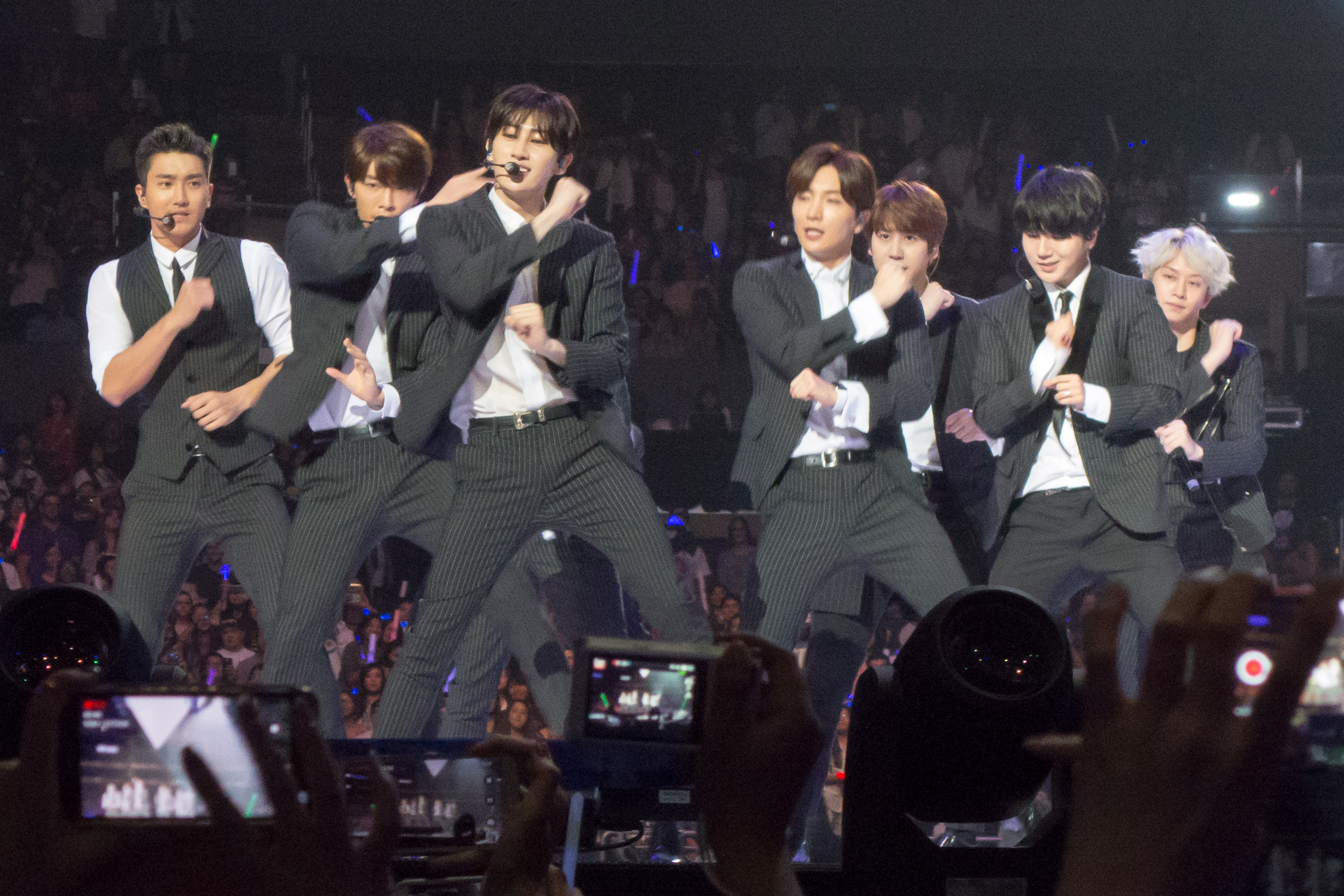
Super Junior låg etta på listan i fyra veckor med två olika albumsläpp under året. Både Mamacita och dess nyutgåva This Is Love låg etta på listan två veckor i rad, samt toppade månadslistorna för september och oktober.

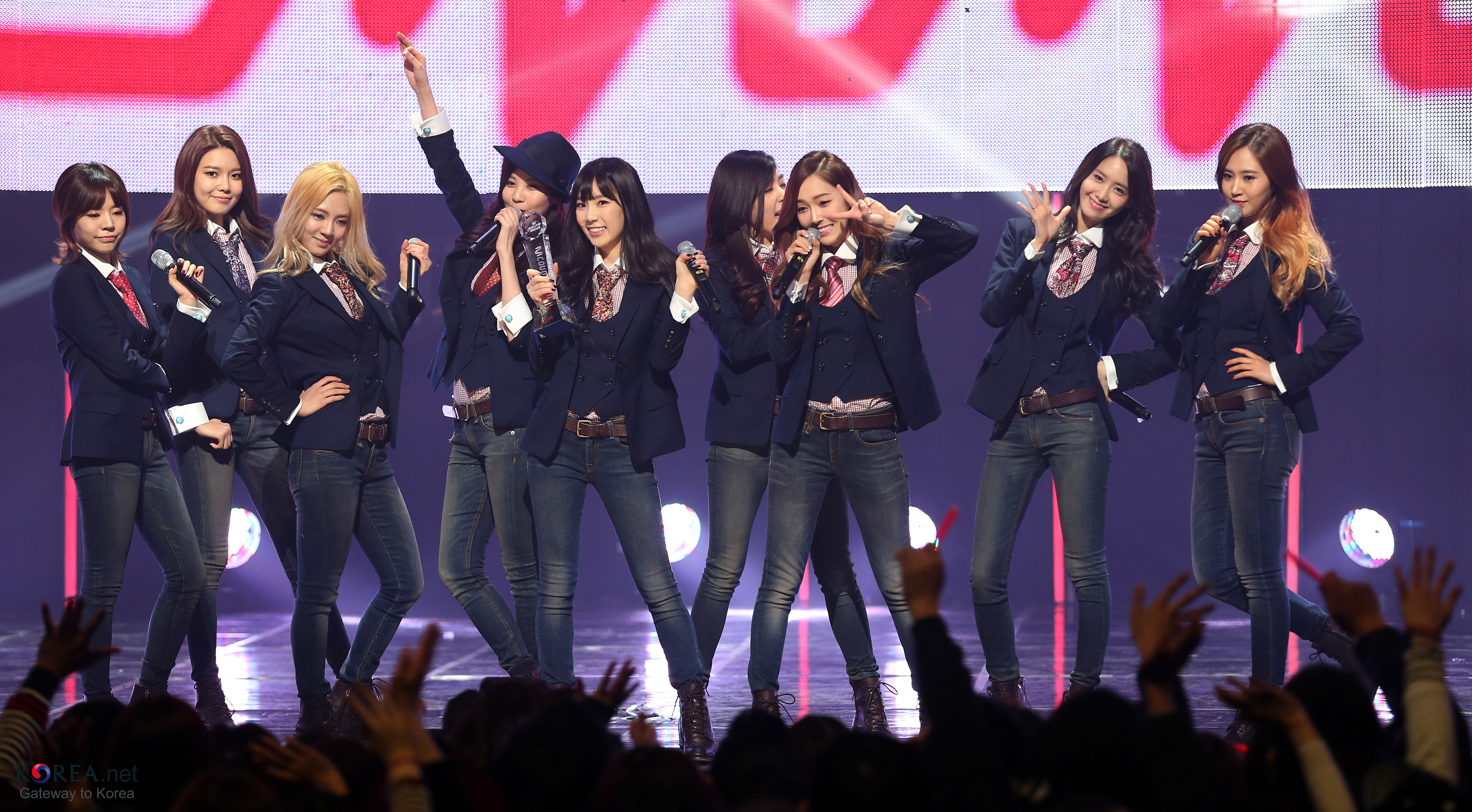
Girls' Generation låg etta på listan två veckor i rad med albumet Mr.Mr., som också toppade månadslistan för mars. Dessutom låg undergruppen Girls' Generation-TTS etta på listan en vecka.

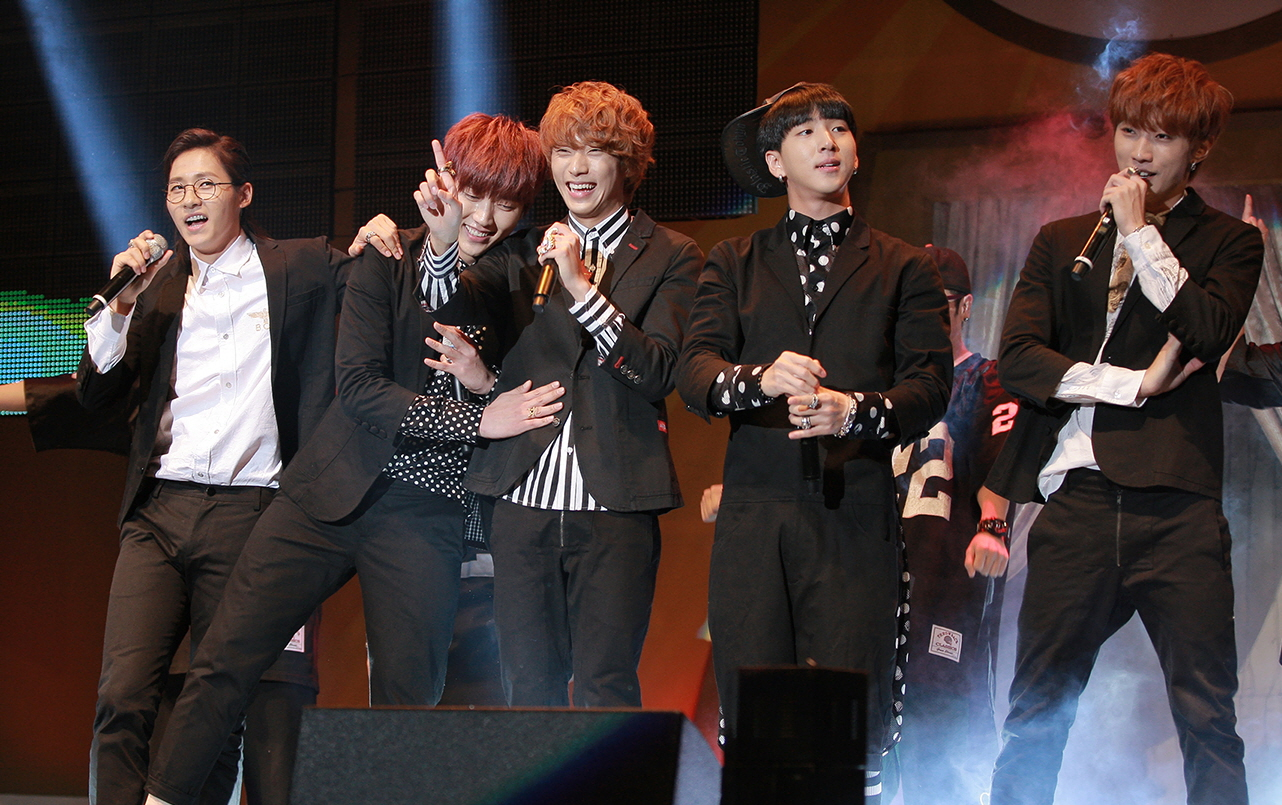
B1A4 låg etta på listan i tre veckor med två olika albumsläpp under året.

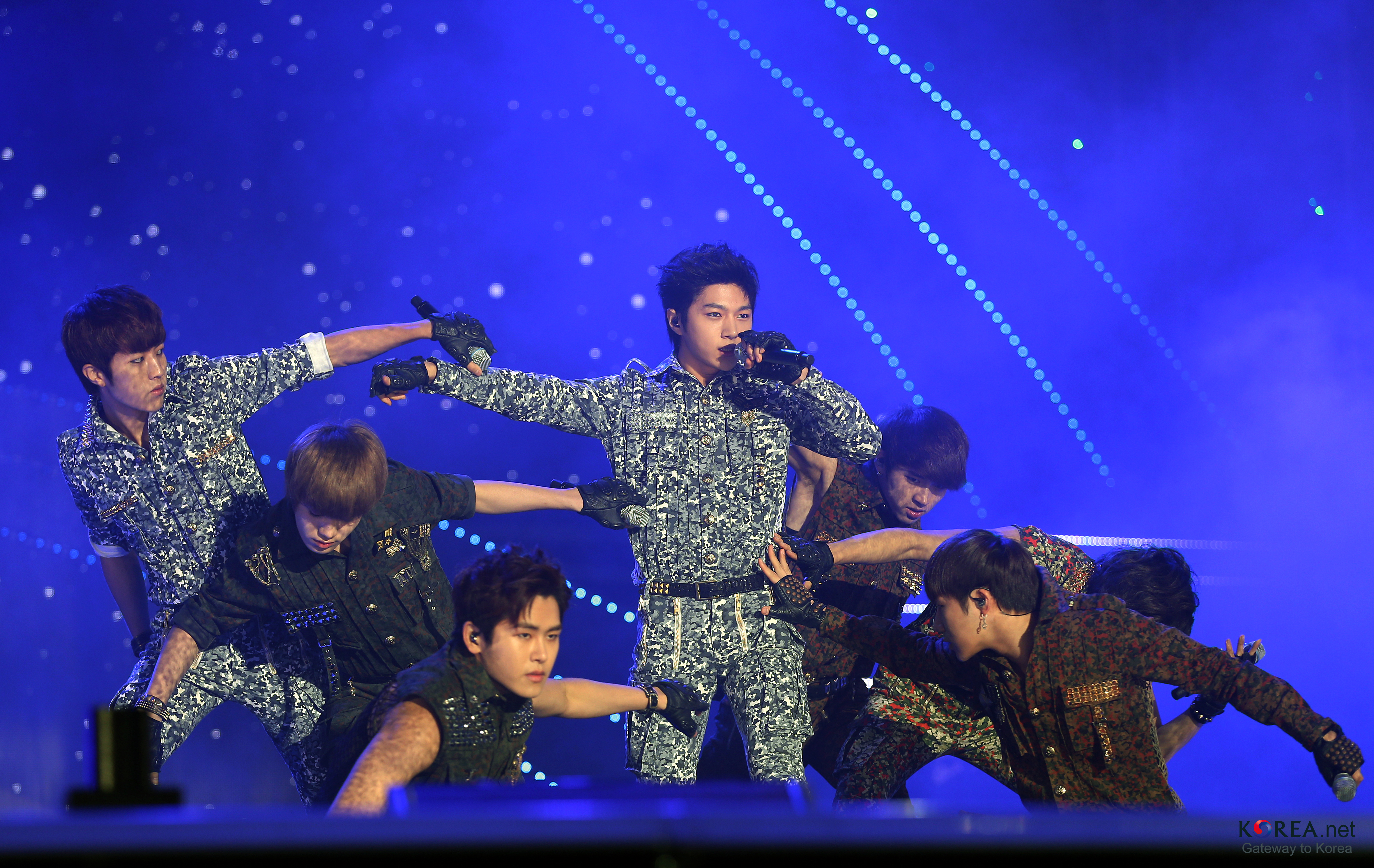
Infinite låg etta på listan i tre veckor med två olika albumsläpp under året.

| Datum  | Artist                | Albumtitel                           |
| ------ | --------------------- | ------------------------------------ |
| 28 dec | Kim Junsu             | Musical December 2013 with Kim Junsu |
| 4 jan  | Rain                  | Rain Effect                          |
| 11 jan | TVXQ                  | Tense                                |
| 18 jan | B1A4                  | Who Am I                             |
| 25 jan | Jaejoong              | WWW                                  |
| 1 feb  | B1A4                  | Who Am I                             |
| 8 feb  | B.A.P                 | First Sensibility                    |
| 15 feb | SM the Ballad         | SM the Ballad Vol. 2 – Breath        |
| 22 feb | BtoB                  | Beep Beep                            |
| 1 mar  | Girls' Generation     | Mr.Mr.                               |
| 8 mar  | Girls' Generation     | Mr.Mr.                               |
| 15 mar | Toheart               | 1st Mini Album                       |
| 22 mar | CNBLUE                | Can't Stop                           |
| 29 mar | MBLAQ                 | Broken                               |
| 5 apr  | Super Junior-M        | Swing                                |
| 12 apr | Akdong Musician       | PLAY                                 |
| 19 apr | Block B               | Jackpot                              |
| 26 apr | BTS                   | Skool Luv Affair                     |
| 3 maj  | EXO                   | XOXO                                 |
| 10 maj | EXO                   | Overdose                             |
| 17 maj | BTS                   | Skool Luv Affair                     |
| 24 maj | Infinite              | Season 2                             |
| 31 maj | VIXX                  | Eternity                             |
| 7 jun  | Infinite              | Season 2                             |
| 14 jun | Taeyang               | Rise                                 |
| 21 jun | Beast                 | Good Luck                            |
| 28 jun | Got7                  | Got Love                             |
| 5 jul  | Beast                 | Good Luck                            |
| 12 jul | f(x)                  | Red Light                            |
| 19 jul | B1A4                  | Solo Day                             |
| 26 jul | Infinite              | Be Back                              |
| 2 aug  | JYJ                   | Just Us                              |
| 9 aug  | JYJ                   | Just Us                              |
| 16 aug | Winner                | 2014 S/S                             |
| 23 aug | Taemin                | Ace                                  |
| 30 aug | Taemin                | Ace                                  |
| 6 sep  | Super Junior          | Mamacita                             |
| 13 sep | Super Junior          | Mamacita                             |
| 20 sep | Girls' Generation-TTS | Holler                               |
| 27 sep | Teen Top              | Exito                                |
| 4 okt  | BtoB                  | Move                                 |
| 11 okt | F.T. Island           | Japan Best - All About               |
| 18 okt | VIXX                  | Error                                |
| 25 okt | Beast                 | Time                                 |
| 1 nov  | Super Junior          | This Is Love                         |
| 8 nov  | Super Junior          | This Is Love                         |
| 15 nov | Kyuhyun               | At Gwanghwamun                       |
| 22 nov | Got7                  | Identify                             |
| 29 nov | A Pink                | Pink Luv                             |
| 6 dec  | Infinite F            | Azure                                |
| 13 dec | G-Dragon & Taeyang    | Good Boy                             |
| 20 dec | VIXX                  | Error                                |

## Månad
| Månad | Artist            | Albumtitel                         |
| ----- | ----------------- | ---------------------------------- |
| Jan   | TVXQ              | Tense                              |
| Feb   | B.A.P             | First Sensibility                  |
| Mar   | Girls' Generation | Mr.Mr.                             |
| Apr   | Infinite          | The Origin                         |
| Maj   | EXO               | Overdose                           |
| Jun   | Beast             | Good Luck                          |
| Jul   | JYJ               | Just Us                            |
| Aug   | Taemin            | Ace                                |
| Sep   | Super Junior      | Mamacita                           |
| Okt   | Super Junior      | This Is Love                       |
| Nov   | Kyuhyun           | At Gwanghwamun                     |
| Dec   | EXO               | Exology Chapter 1: The Lost Planet |